# Chrom (Band)
Chrom (Eigenschreibweise: CHROM) ist eine Elektropop-Band aus Düren.

## Geschichte
Die Band wurde 2007 von den beiden Musikern Christian Marquis (* um 1975) und Thomas Winters (* 3. Dezember 1974) gegründet. Der Bandname setzt sich aus Buchstaben der beiden Vornamen zusammen, Christian und Thomas. Marquis und Winters lernten sich bei ihrer Arbeitsstelle, der LVR-Klinik Düren, kennen.
Chrom stehen für eine Synthese aus Synth Pop, EBM und Club-Electro. Sie waren mehrmals im Vorprogramm der Band Blutengel zu sehen. Im Jahr 2010 erhielten sie einen Vertrag beim Plattenlabel Out of Line. Chrom absolvieren oft Auftritte, auch im Ausland, so z. B. im Februar 2017 in Barcelona und Madrid.
Marquis war Schüler des Burgau-Gymnasiums Düren und wohnt mit seiner Familie in Düren. Winters absolvierte die Realschule in Kreuzau und wohnt in Merzenich.

## Diskografie
- 2008: Manufactured (EP, Eigenveröffentlichung)
- 2010: Electroscope (Album, Fear Section, im Vertrieb von Out of Line Music)
- 2012: Synthetic Movement (Album, Out of Line Music)
- 2014: Regret & Testify (Single, Out of Line Music)
- 2016: Peak & Decay (Album, Out of Line Music)
- 2024: Paralysed (Single, Out of Line Music)
- 2024: Agony (Single, Out of Line Music)
- 2025: Beyond the Trees (Single, Out of Line Music)